# قطبش خلاء
در نظریه میدان کوانتومی، و به طور خاص در الکترودینامیک کوانتومی، قطبش خلاء فرایندی را توصیف می‌کند که در آن میدان الکترومغناطیسی پس‌زمینه جفت‌های الکترون-پوزیترونمجازیتولید می‌کند که توزیع بارها  جریان‌هایی که در میدان الکترومغناطیسی تولید شده‌اند را تغییر می‌دهند. گاهی به آن خود-انرژیبوزون پیمانه‌ای (فوتون) نیز گفته می‌شود.
آثار قطبش خلاء، قبل از سال ۱۹۴۷ و محاسبه نظری آنها، به طور تجربی مشاهده شده‌بودند (توسط هانس بته و در راه بازگشت از کنفرانس شلتر آیلند به کورنل). پیدایش تجهیزات راداری برای جنگ جهانی دوم به دقت بالاتری در اندازه‌گیری سطوح انرژی اتم هیدروژن (تغییر لمب) و گشتاور مغناطیسی دوقطبی نابهنجار الکترون که توسط ایزیدور ایزاک رابی اندازه‌گیری شد. شتاب‌دهنده ذرات تریستان در ژاپن در سال ۱۹۹۷ به شکل تجربی قطبش خلاء را تایید نمود.

## توضیح
طبق نظریه میدان کوانتومی، خلاء میان ذرات در حال برهم‌کنش را نمی‌توان به سادگی خالی پنداشت، بلکه شامل جفتهای مجازی ذره-پادذرهبا طول عمر کوتاه است  که از خلاء و با مقادیری از انرژی که توسط نسخه زمان-انرژی اصل عدم قطعیت هایزنبرگ، محدود در زمان است. پس از گذشت زمان محدود، که هرچه انرژی بیشتر باشد، کوتاه‌تر خواهد بود، یکدیگر را نابودمی‌کنند
این جفت‌های ذره-پادذره حامل انواع مختلفی از بارهستند. مثلاً اگر این جفت ذرات مجازی کوارکو گلوئونباشند که تحت تاثیر کرومودینامیک کوانتومی هستند، دارای بار رنگخواهند بود و اگر مثلاً از لپتون‌ها و کوارک‌های باردار تشکیل شده‌باشند دارای بار الکترومغناطیسی خواهند بود. چنین ذرات بارداری به عنوان یک دوقطبی الکتریکی عمل می‌کنند. در حضور میدان الکتریکی مانند میدان الکترومغناطیسی اطراف الکترون، این جفت‌ذرات مجازی ذره-پادذره موقعیت خود را تغییر می‌دهند و به صورت جزئی، علیه میدان عمل می‌کنند. در نتیجه شدت میدان کمی ضعیفتر از آن چیزی است که در صورت خالی بودن خلاء می‌بایست باشد. این تغییر جهت‌گیری جفت‌های پادذره با عمر کوتاه را «قطبش خلاء» می‌نامند.
سهم تک حلقه یک جفت فرمیون-پادفرمیون در قطبش خلاء با نمودار زیر نمایش داده می‌شود: